# Меннеа, Пьетро
Пье́тро Па́оло Менне́а (итал. Pietro Paolo Mennea; 28 июня 1952, Барлетта — 21 марта 2013, Рим) — итальянский спринтер, олимпийский чемпион 1980 года на дистанции 200 метров. Двукратный призёр чемпионатов мира. Трёхкратный чемпион Европы в беге на 100 и 200 метров. 8-кратный победитель Средиземноморских игр с 1971 по 1983 годы. Обладатель мирового рекорда в беге на 200 метров на протяжении 17 лет. Действующий обладатель европейского рекорда в беге на 200 метров.

## Биография
Меннеа родился в городе Барлетта. Окончил Университет Бари. Международную спортивную карьеру начал в 1971 году, когда впервые выиграл чемпионат Италии. Всего за годы выступлений он 16 раз становился победителем национального чемпионата. В этом же году стал бронзовым призёром чемпионата Европы в эстафете 4×100 метров. Незадолго до начала Олимпиады он установил европейские рекорды на дистанциях 100 и 200 метров. В 1972 году дебютировал на Олимпийских играх. В финальном забеге на 200 метров выиграл бронзовую медаль. Победителем стал знаменитый советский спринтер Валерий Борзов.

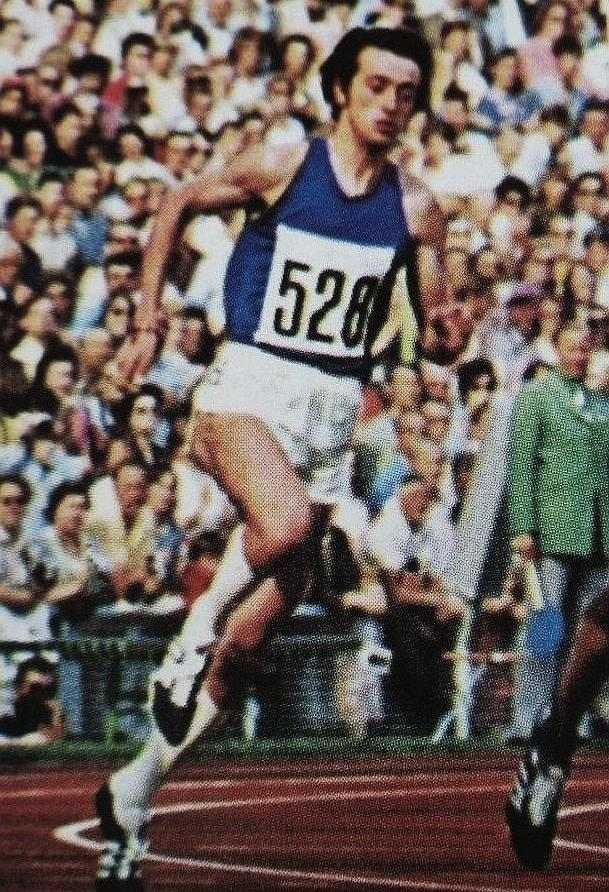
1973 год

Неудачно выступил на Олимпиаде 1976 года. В беге на 200 метров занял 4-е место с результатом 20,54 (лучший среди европейцев), а в составе эстафеты 4×100 метров занял 6-е место. В 1979 году вновь установил рекорд Европы в беге на 100 метров и мировой рекорд на дистанции 200 метров — 19,72 — это 9-е место в списке самых быстрых бегунов на этой дистанции за всю историю. Результат был установлен на летней Универсиаде, в условиях высокогорья (Мехико). Мировой рекорд 17 лет был непревзойдённым, и только в 1996 году его побил знаменитый американский спринтер Майкл Джонсон, показав время 19,66.
На Олимпийских играх в Москве 28 июля в Лужниках стал обладателем золотой медали в беге на 200 метров с результатом 20,19, а 1 августа завоевал бронзу в эстафете 4×400 метров.
Принимал участие в Олимпиаде 1984 года, однако не смог попасть в призёры. На 200-метровке он стал седьмым в финале, в эстафете 4×100 метров итальянцы заняли 4-е место (лучшее среди европейцев), а в эстафете 4×400 метров — пятое. На Олимпийских играх 1988 года в Сеуле Меннеа нес флаг национальной команды на церемонии открытия. На последней для себя Олимпиаде Меннеа выступал в беге на 200 метров, но не смог выйти в финал.
После завершения карьеры занялся политикой. С 1999 по 2004 годы был депутатом Европейского парламента.
Был похоронен 23 марта в базилике Санта-Сабина.

## Память
- В 2012 году одну из станций Лондонского метро назвали в честь Пьетро Меннеа.
- Соревнования Golden Gala 2013 года были названы в честь великого спортсмена.